# Рендшмидт, Макс
Макс Рендшмидт (нем. Max Rendschmidt, род. 12 декабря 1993 года, Бонн, Германия) — немецкий гребец на байдарках, 4-кратный олимпийский чемпион, многократный чемпион мира.

## Спортивные достижения
Принимал участие в двух чемпионатах мира по гребле: в Дуйсбурге (2013) и в Москве (2014), где соревновался в гонке байдарок-двоек на дистанции 1000 м. На обоих чемпионатах он стал золотым призёром.
На Олимпийских играх 2016 в Рио-де-Жанейро Макс Рендшмидт принял участие сразу в двух соревнованиях: гонках байдарок-двоек и байдарок-четверок.
Макс Рендшмидт на летних Олимпийских играх 2016 года завоевал две золотые медали в дисциплине К-2 1000 м и К-4 1000 м. В дисциплине мужчины К-2 на дистанции 1000 м выступал с напарником Маркусом Гроссом. В дисциплине К-4 выступал со спортсменами Маркусом Гроссом, Томом Либшером и Максом Хоффом.
На Олимпийских играх 2020 и 2024 годов выигрывал золотые медали в составе немецкой байдарки-четвёрки.
Макс Рендшмидт холост, работает в федеральной полиции Германии.